# Döbölü (Landgemeinde)
Döbölü (kirgisisch Дөбөлү айыл аймагы) ist eine Landgemeinde (ajyl aimagy) im Rajon Naryn des Oblus Naryn in Kirgisistan. Es besteht aus den Dörfern Döbölü (kirgisisch Дөбөлү), Alysch (kirgisisch Алыш) und Kengesch (kirgisisch Кеңеш). Das Verwaltungszentrum ist das gleichnamige Dorf Döbölü. Im Jahr 2009 hatte die Landgemeinde 2244 Einwohner. Bis 2021 wuchs die Bevölkerung auf 2843 Einwohner.
Das Gebiet der Landgemeinde liegt am Fluss Naryn.
| Dorf     | Einwohner (2009) | Einwohner (2021) |
| -------- | ---------------- | ---------------- |
| Alysch   | 402              | 532              |
| Döbölü   | 1254             | 1573             |
| Kengesch | 588              | 736              |